# Goodnight L.A.
Goodnight L.A. è l'ottavo album del gruppo AOR/hard rock britannico Magnum. Il disco è uscito nel 1990 per l'etichetta discografica Polydor.

## Tracce
1. "Rockin' Chair" (Tony Clarkin and Russ Ballard) — 4:10
2. "Mama" — 4:34
3. "Only A Memory" — 7:04
4. "Reckless Man" — 3:11
5. "Matter of Survival" (Tony Clarkin and Russ Ballard) — 4:19
6. "What Kind of Love Is This" (Tony Clarkin and Jim Vallance) — 4:35
7. "Heartbroke And Busted" — 3:37
8. "Shoot" — 3:34
9. "No Way Out" (Tony Clarkin and Russ Ballard) — 3:59
10. "Cry For You" (Tony Clarkin and Sue Shiffron) — 3:57
11. "Born to Be King" — 5:33

## Formazione
- Mark Stanway - tastiere
- Tony Clarkin - chitarra
- Bob Catley - voce
- Wally Lowe - basso
- Mickey Barker - batteria